# Лорды дисциплины
«Лорды дисциплины», также «Повелители дисциплины» (англ.: The Lords of Discipline) — американский фильм 1983 года режиссёра Фрэнка Роддэма по одноимённому роману 1980 года Пэта Конроя.
Фильм представляет собой драму о «дедовщине» в 1960-х годах в одном из военных учебных заведений США, расположенных на юге страны. Группа белых курсантов изощренно изощрённо издевается над чёрным первокурсником, пытаясь заставить его покинуть колледж. Им противостоит курсант-старшекурсник Уилл Маклин (Дэвид Кит), который постепенно начинает понимать, что руководство колледжа не препятствует системе издевательств старшекурсников над молодыми курсантами и не хочет выносить сор из избы.
Большая часть фильма была снята в Колледже Веллингтона в Англии - ни один из американских военных колледжей и академий школ не дал бы разрешения на съёмки на своей территории, поскольку и книга и фильм крайне нелестно показывают жизнь в военном вузе.
При показе в 1986 году на телеканале NBC было вырезано 6 минут из фильма.
Автор книги Пэт Конрой при написании романа опирался на свой курсантский опыт учёбы в Цитадели, настоящем военном колледже в Чарльстоне, шт. Южная Каролина (выпуск 1967 г). Он также ссылался на традиции таких военных учебных заведений, как Норвичский университет и Виргинский военный институт. По его словам, история, описанная в книге, полностью вымышлена и не имеет отношения ни к реальной жизни автора, ни к жизни любого другого выпускника любого военного вуза. Тем не менее, выпускники Цитадели осудили роман Конроя, посчитав, что он просто завуалировал реальные события, показав жизнь курсантов в неприглядном свете, и тем самым опорочил вуз. Руководство и совет выпускников Цитадели подвергли Конроя остракизму, запретив ему появляться на встречах выпускников и посещать территорию колледжа. Запрет был снят только в 2000 г., когда колледж наградил Конроя степенью почетного доктора.

## В ролях
- Дэвид Кит — Уилл МакЛинн
- Роберт Проски — полковник «Беар» Бирренеу
- Джей Ди Спрадлин — генерал Бентли Даррелл
- Барбара Бэбкок — Эбигейл
- Майкл Бин — Джон
- Рик Россович — Данте
- Джон Лавачелли — Марк
- Митчел Лихтенштейн — Трэдд
- Марк Бреланд — Том Пирс
- Малкольм Дэнар — Потит
- Джадж Рейнхолд — Макэби
- Билл Пэкстон — Гилбриф
- Джейсон Коннери — МакКинан
- и другие